# Фробергер, Иоганн Якоб
Иога́нн Я́коб Фро́бергер (нем. Johann Jakob Froberger; 18 мая 1616, Штутгарт — 17 мая 1667, Мёмпельгард) — немецкий композитор, клавесинист и органист.

## Биография
Базовое музыкальное образование Фробергер получил в родном Штутгарте, где в придворной капелле (с 1621) работал капельмейстером его отец Базилий (Basilius). В 1634 г. Фробергер переехал в Вену, где в 1637 г. стал органистом при дворе Фердинанда III. В том же году Фробергер уехал в Рим, где учился у Джироламо Фрескобальди, подружился с Афанасием Кирхером и Микеланджело Росси, пристально изучал современную итальянскую музыку. В 1641 г. Фробергер вернулся в Вену, где работал придворным органистом вплоть до 1657 г., периодически покидая город по дипломатическим поручениям императора: он посетил Брюссель, Дрезден, Антверпен, Лондон и Париж, где в 1652–53 гг. концертировал и изучал французскую музыку. В Париже Фробергер познакомился с клавесинистом Луи Купереном, лютнистами Дени Готье, Ф. Дюфо, Бланкроше (Ш. Флёри). После смерти Фердинанда III (ум. 1657) Фробергер переехал в замок близ Мёмпельгарда (владение герцогов Вюртембергских), где преподавал и сочинял музыку.

## Творчество и влияние
До наших дней дошли около 30 клавирных сюит (именно в творчестве Фробергера сформировался жанр 4-частной сюиты). Среди часто исполняемых (обычно на клавесине) — аллеманда из Сюиты № 20 D-dur, известная под названием «Размышление о моей будущей смерти», и «Плач в Лондоне о преодолении меланхолии» из Сюиты № 30. Кроме сюит Фробергер сочинял клавирную музыку в различных распространённых жанрах своего времени, таких как токкаты, каприччио, канцоны, фантазии, ричеркары. В ряде произведений использовал программные заголовки, в том числе в томбо (tombeaux) и «плачах» (lamento) на смерть лютниста Бланкроше, императора Фердинанда III (1657) и его безвременно усопшего сына Фердинанда IV (1654). Некоторые произведения (особенно медленные вступительные части сюит) напоминают квази-импровизационные неметризованные прелюдии, распространённые в то время в лютневой и клавесинной музыке французов. В музыкальной эпитафии на смерть Бланкроше и в плаче на смерть Фердинанда IV композитор воспользовался приёмами музыкальной звукописи: он представил падение Бланкроше с лестницы, приведшее к его гибели, нисходящей гаммой, а вознесение души Фердинанда — восходящей.
Из вокальной музыки известны лишь два мотета для терцета голосов, двух скрипок и basso continuo.

### Произведения (выборка)
- Сюита № 1 a-moll
- Сюита № 2 d-moll
- Сюита № 3 G-dur
- Сюита № 4 F-dur
- Сюита № 5 C-dur
- Сюита № 6 (Партита на тему "Mayerin") G-dur[7]
- Сюита № 7 e-moll
- Сюита № 8 A-dur
- Сюита № 9 g-moll
- Сюита № 10 a-moll
- Сюита № 11 «Hommage à l'Empereur» D-dur
- Сюита № 12 C-dur
- Сюита № 13 d-moll
- Сюита № 14 g-moll
- Сюита № 15 a-moll
- Сюита № 16 G-dur
- Сюита № 18 f-moll
- Сюита № 19 c-moll
- Сюита № 20 D-dur
- Сюита № 21 F-dur
- Сюита № 23 e-moll
- Сюита № 24 D-dur
- Сюита № 27 e-moll
- Сюита № 28 a-moll
- Сюита № 29 ("новая") Es-dur
- Сюита № 30 a-moll

## Наследие и рецепция
Сочинения Фробергера сохранились почти исключительно в рукописях. При его жизни были опубликованы только два произведения – Фантазия на гексахорд (Рим, 1650), и пьеса[уточнить] в сборнике "Фуги и каприсы" (Париж, 1660). В 2006 году была обнаружена рукопись (по всей вероятности, поздний автограф) с 35 пьесами Фробергера, из которых 18 ранее не были известны. 
Творчество Фробергера оказало влияние на Дитриха Букстехуде, Георга Бёма, Иоганна Пахельбеля и И. С. Баха.

## Издания сочинений
- Neue Ausgabe sämtlicher Clavier- und Orgelwerke, herausgegeben von Siegbert Rampe. 7 Bde. Kassel: Bärenreiter, 1993—2015 (последний том содержит также каталог сочинений Фробергера, условное сокращение FbWV)

Bd. 1. Clavier- und Orgelwerke autographer Überlieferung "Libro Secondo" (1649)
Bd. 2. Clavier- und Orgelwerke "Libro Quarto 1656, Libro die Capricci e Ricercari ca. 1658"
Bd. 3/1. Clavier- und Orgelwerke abschriftlicher Überlieferung: Partiten und Partitensätze, Teil 1a
Bd. 3/2. Clavier- und Orgelwerke abschriftlicher Überlieferung: Partiten und Partitensätze, Teil 1b
Bd. 4/1. Clavier- und Orgelwerke abschriftlicher Überlieferung: Partiten und Partitensätze, Teil 2
Bd. 4/2. Clavier- und Orgelwerke abschriftlicher Überlieferung: Partiten und Partitensätze, Teil 3
Bd. 5/1. Clavier- und Orgelwerke abschriftlicher Überlieferung. Toccaten
Bd. 5/2. Clavier- und Orgelwerke abschriftlicher Überlieferung. Polyphone Werke
Bd. 6/1. Clavier- und Orgelwerke abschriftlicher Überlieferung. Neue Quellen, neue Lesarten, neue Werke, Teil 1
Bd. 6/2. Clavier- und Orgelwerke abschriftlicher Überlieferung. Neue Quellen, neue Lesarten, neue Werke, Teil 2
Bd. 7. Ensemblewerke und Verzeichnis sämtlicher Werke (FbWV) (2015)

## Дискография
Впервые большую подборку клавирной музыки Фробергера опубликовал на LP (лейбл L'Oiseau-Lyre) Тёрстон Дарт в 1961 году (интерпретация выполнена на клавикорде). Возрождение исполнительского интереса засвидетельствовали аудиозаписи видных клавесинистов и органистов — Густава Леонхардта, Людгера Реми, Кристофа Руссе, Бландин Верле, сделанные в конце XX века и в первом десятилетии XXI века. Полное собрание клавирных сочинений Фробергера опубликовал (на лейбле Aeolus) Боб ван Асперен.